# Скандал в Інамкло
Скандал в Інамкло (англ. Enumclaw horse sex scandal, також відомий як випадок з конем в Інамкло) — серія інцидентів, що відбулися в липні 2005 року поблизу міста Інамкло, штат Вашингтон, США. Інженер Кеннет Піньян (англ. Kenneth Pinyan), відомий під псевдонімом «Містер Хендс» (англ. Mr. Hands), водій вантажівки Джеймс Майкл Тейт та інші особи брали участь у зоофільних діях, зокрема в анальному сексі з кіньми. Піньян отримав смертельні внутрішні травми під час одного з таких актів, що привернуло увагу громадськості та призвело до змін у законодавстві штату Вашингтон щодо зоофілії.

## Передумови
У 1970-х роках багато штатів США переглянули свої закони щодо сексуальних злочинів, прагнучи декриміналізувати певні консенсуальні дії між дорослими, які раніше вважалися незаконними. Ці закони, відомі як «закони проти содомії» або «закони проти природи», охоплювали широкий спектр дій, включаючи оральний секс, анальний секс та зоофілію. Однак, оскільки деякі з цих дій стосувалися консенсуальних відносин між дорослими, законодавці вирішили скасувати або змінити ці закони, щоб узгодити їх із сучасними уявленнями про приватність та сексуальну автономію.
Наприклад, у штаті Вашингтон 1 липня 1976 року було скасовано закон, який забороняв «злочини проти природи». Це призвело до того, що зоофілія стала легальною в цьому штаті, оскільки вона більше не підпадала під дію жодного закону.
Однак скасування законів проти содомії призвело до того, що зоофілія залишилася законною в деяких штатах, оскільки не було прийнято окремих законів, які б конкретно забороняли такі дії. Це виявилося проблемою, коли виникали випадки жорстокого поводження з тваринами, які не могли бути належним чином переслідувані через відсутність відповідного законодавства.
Таким чином, скасування законів проти содомії в 1970-х роках було спрямоване на декриміналізацію консенсуальних сексуальних дій між дорослими, але водночас це призвело до прогалин у законодавстві щодо зоофілії, які згодом потребували окремого врегулювання.

## Кеннет Піньян
Кеннет Піньян працював інженером у компанії Boeing протягом восьми років. Раніше він був одружений на жінці та мав дітей від неї. Він переїхав із Сіетла до Оук-Гарбор, штат Вашингтон. Піньян будував новий будинок і стайню, в якій планував утримувати коня, на шосе Кі-Пенінсула в Гіг-Гарбор, штат Вашингтон. Він саме мав почати виплачувати іпотеку на цю нерухомість.
Піньян отримав травму внаслідок мотоциклетної аварії, що зменшило його чутливість до болю, через що він почав шукати екстремальні сексуальні практики, включаючи анальний секс із кіньми.

## Інцидент
2 липня 2005 року Піньян, Тейт та ще один чоловік на ім'я Дуглас Спінк проникли на ферму неподалік від Інемкло. Вони знімали відео, на якому Піньян займався анальним сексом із жеребцем, названим у відео «Великий Член» або «Великий Дік» (англ. Big Dick). Під час цього акту Піньян отримав серйозні внутрішні пошкодження.
Піньяна залишили біля лікарні, але він помер від перитоніту через перфорацію товстої кишки.

## Розслідування
Після смерті Піньяна влада використала його водійське посвідчення, щоб знайти знайомих і родичів. Раніше в новинах повідомлялося, що влада використовувала записи з камер спостереження, щоб відстежити супутника Піньяна. Завдяки контактам, влада знайшла ферму, де стався інцидент. Поліція відстежила ферму в сільській місцевості поблизу Інамкло, яка була відома в зоофільських чатах як місце для охочих займатися сексом з тваринами, і вилучила 100 VHS касет і DVD-дисків, що містили сотні годин відео чоловіків, що займалися сексом з тваринами. Одна з відеокасет зафіксувала Кеннетта Піньяна незадовго до його смерті 2 липня.
Прокурори пізніше встановили, що кінь не був поранений.
Тільки після того, як Піньян помер, коли правоохоронці шукали спосіб покарати його спільників, легальність бестіальності у штаті Вашингтон стала проблемою [...] Офіс прокурора хотів висунути обвинувачення Тейту у жорстокому поводженні з тваринами, але поліція не знайшла доказів жорстокого поводження з тваринами на численних відеокасетах, які вони вилучили з його дому. Оскільки не було закону проти гуманної їблі з конем, прокурори могли обвинувачувати Тейта лише у незаконному проникненні. Оригінальний текст (англ.)
It was only after Pinyan died, when law enforcement looked for one way to punish his associates, that the legality of bestiality in Washington State became an issue [...] The prosecutor's office wanted to charge Tait with animal abuse, but the police found no evidence of abused animals on the many videotapes they collected from his home. As there was no law against humanely fucking a horse, the prosecutors could only charge Tait with trespassing.— Чарльз Мудеде, The Stranger
Офіс прокурора заявляє, що звинувачення у жорстокому поводженні з тваринами не були висунуті, оскільки не було доказів травмування коней.Оригінальний текст (англ.)
The prosecutor's office says no animal cruelty charges were filed because there was no evidence of injury to the horses.— Associated Press у The Seattle Times
Джеймс Майкл Тейт був засуджений за незаконне проникнення на приватну власність, отримав умовний термін і штраф.

## Наслідки
Подія викликала широкий суспільний резонанс і стала предметом численних обговорень у ЗМІ, наукових роботах і навіть художніх творах. 

### Законодавство
У 2006 році штат Вашингтон криміналізував зоофілію, передбачивши покарання до 5 років ув'язнення.

### Фільм «Зоопарк»
У 2007 році вийшов документальний фільм «Зоопарк» (англ. Zoo), режисером якого став Робінссон Девер. Фільм мав фестивальну прем'єру на кінофестивалі Санденс і викликав суперечки через свою художню інтерпретацію подій. Деякі критики відзначили стриманий і навіть поетичний підхід до теми, інші ж критикували стрічку за відсутність чіткої оцінки моральної складової подій.

### Правові проблеми Тейта
Одним із учасників групи, яка організовувала зустрічі на фермі, був Джеймс Тейт. Після скандалу він переїхав до Теннессі, де був заарештований за секс із конем та зберігання матеріалів, пов'язаних із жорстоким поводженням з тваринами. У січні 2010 року Тейт визнав свою провину та засуджений до випробувального терміну. Судовий процес привернув увагу преси, а його вирок став ще одним нагадуванням про правові наслідки подібної діяльності.